# Frederik Grodtschilling
Frederik Grodtschilling (17. december 1731 – 14. januar 1792) var en dansk søofficer, far til Georg Joachim Grodtschilling.
Han var søn af kommandørkaptajn Bernhard Grodtschilling (2. maj 1697 – 2. august 1776) og Marie Cathrine Bentsdatter (1696-1771), blev sekondløjtnant 1750, premierløjtnant 1755, kaptajnløjtnant 1760, kaptajn 1763, kommandørkaptajn 1775, kommandør 1781 og kontreadmiral 1790. Han døde 14. januar 1792.
Grodtschilling, der levede og virkede i den store fredsperiode, var i sin tid en meget benyttet officer, der foruden at sejle som subaltern officer 5 gange var chef for forskellige fregatter og senere 2 gange for linjeskibe, heraf 1779 for linjeskibet Dannebrog på togt til Middelhavet med gaver til Dejen af Algier. Som næstkommanderende med fregatten Hvide Ørn 1760 blev han på Puerto Rico udplyndret af en spansk kaper. Fra 1780-89 gjorde han tjeneste som interimschef for Orlogsværftet i Frederiksværn og overgik herfra til Admiralitets- og Kommissariatskollegiet, af hvilket han forblev medlem til sin død; 1791 blev han tillige chef for 2. division. 1790 indtrådte han i en kommission, som bl.a. havde det hverv at ordne landets kyst- og havneforsvar. 1784 optoges han i adelstanden. Han har efterladt en radering af en genius med overflødighedshorn og er således
den sidste kunstner af slægten Grodtschilling.
Grodtschilling var gift 2 gange: 1. gang med Marie Susanne f. Prescher (1744-1768), 2. gang (1772) med Frederikke Louise f. Lütken (26. november 1747 – 1812), datter af kaptajn Frederik Christopher Lütken (1698-1784), kontrollør ved Øresunds Toldkammer.